# Canal d'Orriols
La Canal d'Orriols és un torrent afluent per l'esquerra del Torrent Moixí que neix a la Serra de Busa i el curs del qual transcorre íntegrament pel terme municipal de Navès.